# Édipo e a Esfinge (Ingres, Louvre)

Édipo e a Esfinge (em francês:  Œdipe explique l'énigme du sphinx) é uma pintura a óleo sobre tela do pintor francês Jean-Auguste-Dominique Ingres datada de 1808, mas retomada e modificada em 1827 para apresentação no Salão de pintura e de esculture de Paris desse ano.
O quadro evoca o mito da Esfinge da mitologia grega tendo sido legado em 1878 ao Museu do Louvre pela condessa Duchâtel.

## Descrição
No quadro, Édipo está nu (trata-se certamente de um modelo pintado em estúdio), com excepção de um pano vermelho. Está armado com duas lanças e recebe o foco da luz. A esfinge, criatura mitológica com cabeça da mulher e corpo de leão, domina Édipo. No promontório podemos ver um cadáver e os ossos. Abaixo, à direita, um homem parece fugir quando avista a esfinge. Atrás dele divisa-se a cidade de Tebas. A cena desenrola-se numa cavidade rochosa.
O nome do autor e a data inicial da obra, 1808, aparecem na rocha onde Édipo tem pousado o pé esquerdo.

## Mito grego da esfinge
A Esfinge foi enviada por Hera para a Beócia após Édipo, sem o saber, ter morto o seu pai Laio, o rei de Tebas. Começou a devastar os campos e a aterrorizar as pessoas, e tendo aprendido com as Musas um enigma ameaçou que só abandonaria a província quando alguém o resolvesse e quem falhasse a resposta seria estrangulado (daí o nome esfinge, que deriva do grego sphingo, que significa estrangular). Então o regente de Tebas, Creonte, prometeu dar em casamento a rainha viúva Jocasta e a coroa de Tebas a quem libertasse a Beócia do flagelo. Muitos pretendentes tentam, mas todos perecem. Chega então Édipo e a Esfinge faz a pergunta enigmática: "Que criatura pela manhã tem quatro pernas, ao meio-dia tem duas e à tarde tem três?"
Édipo encontra a solução: era o ser humano. De fato, quando ainda criança gatinha e tem assim quatro pernas, depois enquanto adulto marcha com as duas pernas e, finalmente, na velhice usa a bengala e tem três pernas. Furiosa pela descoberta do enigma, a Esfinge atira-se do rochedo (ou das muralhas de Tebas segundo outros) e morre.
E é assim que, mantendo Creonte a sua promessa, Édipo cumpre o seu destino e se torna, também sem saber que era a sua mãe biológica, o marido de Jocasta, contraindo uma união incestuosa.

## História
A pintura foi iniciada em Roma, para onde Ingres tinha ido em 1806 após ter ganho o Grand Prix de Rome em 1801. Trabalhando num estúdio da Villa Medici, Ingres continuou os seus estudos e, como exigido a todos os vencedores do Grand Prix, envia obras regularmente para Paris para apreciação do seu progresso artístico. Na sua Remessa de 1808 Ingres envia os nus a corpo inteiro da Figura de Édipo e da A Banhista de Valpinçon (em Galeria), procurando provar com as duas pinturas a sua maestria dos nus masculino e feminino. Os académicos foram moderadamente críticos do tratamento de luz em ambas as pinturas, e consideraram as figuras insuficientemente idealizadas.
Ingres manteve a Figura de Édipo no seu estúdio. Por volta de 1825 decidiu refazê-la para transformar o que era essencialmente um estudo de figura numa cena narrativa mais desenvolvida. Ampliou a tela, acrescentando 20 cm para a esquerda, 31 cm no topo, e 31 cm para a direita. No espaço ampliado da imagem, criou um contraste cénico entre a paisagem iluminada que se vê à distância, e as sombras que envolvem a Esfinge. Ingres também modificou a pose da Esfinge e acrescentou os restos humanos que se vêem no canto inferior esquerdo. O homem a fugir na direita, cuja atitude e expressão revelam o estudo de Poussin por Ingres, também foi acrescentado nessa altura.
Em Novembro de 1827, Ingres apresentou a obra reelaborada, junto a dois retratos, no Salão de Paris onde teve bom acolhimento. Ingres vendeu Édipo e a Esfinge em 1829 tendo entrado no Louvre em 1878.
Um pequeno esboço a óleo em que Ingres testou a sua composição antes de reelaborar a pintura encontra-se na National Gallery de Londres. Pertenceu a Edgar Degas, que o comprou em 1897 ou antes.
Em 1864, Ingres pintou uma terceira versão de Édipo e a Esfinge (em Galeria), menor do que a versão inicial, em que as figuras estão em posição oposta e tendo muitos detalhes diferentes, a qual se encontra no Museu de Arte Walters, de Baltimore (EUA).

## Galeria

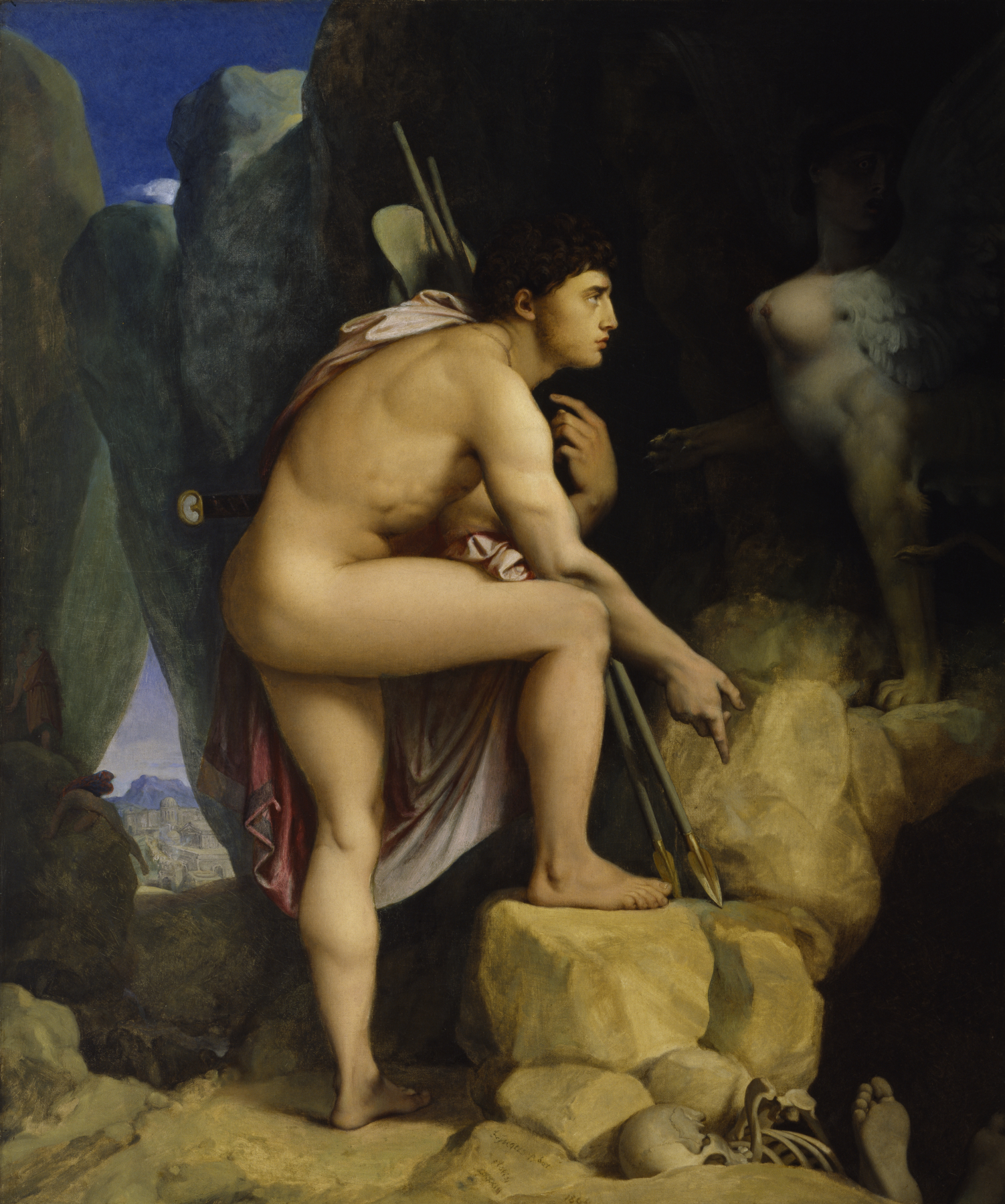
Oedipus and the Sphinx (1864), Ingres, Museu de Arte Walters, Baltimore
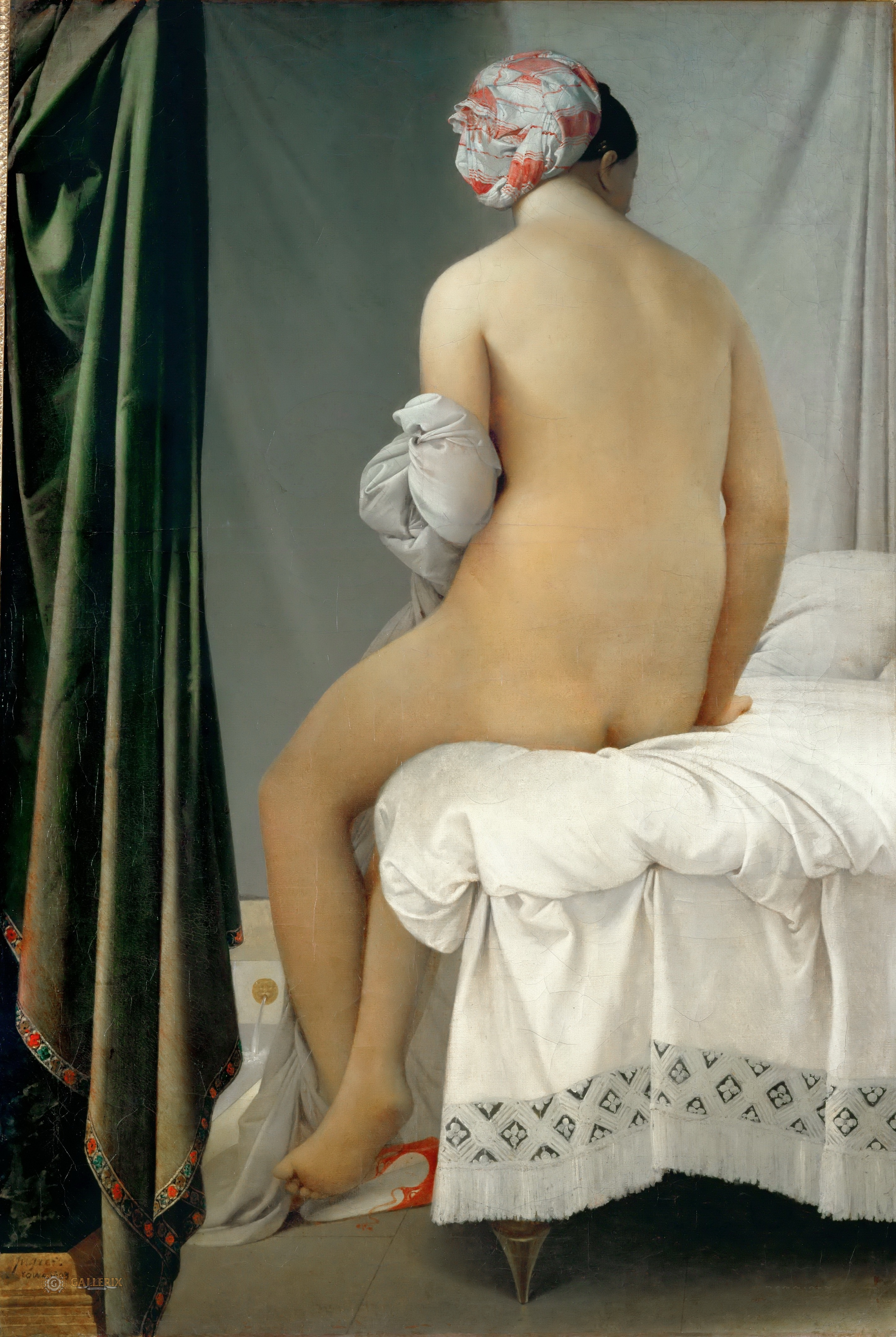
A Banhista de Valpinçon (1808), Ingres, Museu do Louvre